# Socorro Trindad
Maria do Socorro Trindade Oliveira (Nísia Floresta, 18 de outubro de 1950  – Nísia Floresta, 11 de maio de 2024) foi uma jornalista e escritora brasileira.
Formada em Jornalismo pela UFRJ, trabalhou em jornais da imprensa alternativa na década de 1970, entre eles O Pasquim. Seu primeiro livro de contos, Os Olhos do Lixo, com prefácio de Câmara Cascudo, foi publicado em 1972.
Morreu em 11 de maio de 2024, aos 73 anos, em Nísia Floresta.

## Obras
- 1972 - Os Olhos do Lixo
- 1978 - Cada Cabeça uma Sentença (Ática)
- 1985 - Eu não tenho Palavras… - o diário da democratização pessoal (Codecri)
- 1990 - O Dia Público e os Outros Dias (Ponto Oito)